# Jacques Waardenburg
Jacques D. J. Waardenburg (15. března 1930 Haarlem – 8. dubna 2015 Utrecht) byl holandský religionista, islamolog a historik náboženství.

## Život
Narodil se v Haarlemu. Po maturitě v roce 1948 začal studovat práva, zanedlouho přestoupil na teologii a studia ukončil v oboru religionistika roku 1954. Už v té době studoval islamistiku a arabštinu. Následující léta podnikal cesty do arabských zemí. Roku 1964 začíná působit v Los Angeles na tamější univerzitě jako lektor arabštiny a dějin islámu. Od roku 1968 učil v nizozemském Utrechtu. V roce 1990 obdržel od univerzity v Helsinkách čestný doktorát.

## Dílo
Waardenburg výrazně zasáhl do metodologie religionistiky. Ve své asi nejdůležitější práci Religionen und Religion se pokusil o nové uchopení religionistiky na hermeneutickém podkladě. Inspirován byl rovněž fenomenologií. Pokud měla dosud religionistika za úkol klasifikaci a popis náboženských skutečností, Waardenburg počítá s jejich výkladem tak, aby jim bylo možné porozumět. Toto porozumění se však nemá vztahovat jen na náboženství, ale i na samotnou religionistiku. Snaží se tak o užší propojení religionistiky s aplikovanou hermeneutikou.